# 斯佩恩峰
77°17′54″S 161°41′40″W / 77.29833°S 161.69444°W
斯佩恩峰是南極洲的山峰，位於維多利亞地的斯科特海岸，屬於聖約翰斯山脈的一部分，海拔高度1,450米，現時由南極條約體系管理。